# Ендометріоз
Ендометріоз — поширене гінекологічне захворювання репродуктивного віку, при якому клітини ендометрію розростаються поза межі внутрішніх стінок матки, спричинюючи хронічний запальний процес. Основні симптоми: біль, збільшення матки, безпліддя. Причини виникнення ендометріозу точно не встановлені. Припускають участь клітинних ферментів, рецепторів до гормонів, а також генних мутацій. Ендометріоз — одна з провідних причин тазового болю і підстав для лапароскопії, яка є стандартом його діагностики (УЗД не фіксує вузлів ендометріозу) та методом лікування в багатьох країнах.

## Поширеність
Ендометріоз уражає жінок репродуктивного віку (між менархе та менопаузою), середній вік пацієнток з становить 25-30 років, рідше він відзначається у жінок у постменопаузі. Вища поширеність ендометріозу серед європеоїдних жінок, ніж серед жінок негроїдної та монголоїдної рас.
Точна поширеність ендометріозу невідома, оскільки у багатьох жінок захворювання не має проявів.

## Механізм розвитку
У здоровому організмі жінки при кожному менструальному циклі у разі незапліднення яйцеклітини поверхнева тканина ендометрію відшаровується і виводиться з кров'ю, яка витікає з судин матки. У деяких випадках відбувається закид менструальної крові в черевну порожнину по маткових трубах, де клітини ендометрію прищеплюються і починають розростатися у вогнища (вузли). Цей процес дає початок зовнішньому ендометріозу. При внутрішньому ендометріозі клітини ендометрію «вростають» у м'язовий шар матки. Оскільки ендометріоїдна тканина чутлива до статевих гормонів, у ній виникають ті ж зміни, що і в нормальному ендометрії, які проявляються щомісячними матковими кровотечами. Ці невеликі кровотечі призводять до запалення в навколишніх тканинах і викликають основні прояви хвороби: біль, збільшення матки, безпліддя.

## Форми захворювання
Існує кілька класифікацій ендометріальних захворювань. Але, основні з них класифікація за розповсюдженням захворювання та класифікація за глибиною ураження тканин матки та навколоматкових органів. Розрізняють генітальний (в межах статевих органів — матки, яєчників) та екстрагенітальний (за межами статевої системи — пупок, кишка і т. д.) ендометріоз. Генітальний ендометріоз поділяється на:
1. Зовнішній генітальний ендометріоз, до якого належать ендометріоз яєчників та тазової очеревини.
2. Внутрішній генітальний ендометріоз — аденоміоз, при якому ендометрій «вростає» в міометрій. Матка при цьому набуває округлої або кулястої форми і може збільшитися до розмірів, характерних для 5-6 тижнів вагітності. Досить часто аденоміоз поєднується з міомою матки, оскільки ці процеси мають схожі механізми розвитку[8].

За поширенням і глибиною ураження тканин ендометріозом розрізняють чотири стадії захворювання:
- І ступінь — одиничні поверхневі вогнища.
- II ступінь — кілька глибших вогнищ.
- III ступінь — безліч глибоких вогнищ ендометріозу, невеликі ендометріоїдні кісти одного або обох яєчників, тонкі спайки очеревини.
- IV ступінь — безліч глибоких вогнищ, великі двосторонні ендометріоїдні кісти яєчників, щільні зрощення органів, проростання вагіни або прямої кишки.

## Клінічні ознаки
Прояви ендометріозу залежать від розташування його вогнищ. Серед найбільш поширених:
- тазовий біль, що, як правило, має циклічний характер (з'являється або посилюється перед менструаціями), але може бути постійним;
- посилення і подовження менструальних кровотеч;
- біль при вагінальному сексі чи статевому акті (диспареунія);
- біль при дефекації або сечовипусканні (при четвертій стадії);
- безпліддя.

## Діагностика
При гінекологічному огляді про ендометріоз може свідчити напруга в області придатків, матки і Дугласового простору. УЗД не є ефективним методом діагностики, оскільки більшість вузлів ендометріозу на ньому не видно. Золотим стандартом діагностики ендометріозу є лапароскопія.

## Лікування
Лікування ендометріозу розпочинають з найпростіших, дешевих і найменш інвазивних методів.

### Лікування болю
Больовий синдром при ендометріозі значно знижує якість життя пацієнток, тому полегшенню болю варто приділяти достатньо уваги. Для цього застосовуються прості анальгетики, зокрема парацетамол, і нестероїдні протизапальні засоби. У 2003 році проведено дослідження, яке виявило велику ефективність НПЗ у лікуванні альгодисменореї в порівнянні з плацебо. Характерно, що великий відсоток жінок у цьому дослідженні мали як причину альгодисменореї ендометріоз.
У відношенні ефективності комбінованих оральних контрацептивів при больовому синдромі залишається мало доказів, але вони, як і раніше, застосовуються і вважаються ефективними.
Ефективність препаратів прогестерону за результатами досліджень виявилася такою ж, як і у будь-яких інших медикаментозних засобів при підтвердженому діагнозі ендометріозу. Завдяки їх добрій переносимості та малому числу побічних ефектів вони залишаються придатними для використання при цьому захворюванні.

### Гормональна терапія
Медикаментозна терапія ендометріозу була значно поширена до появи лапароскопічних методик лікування. Основними препаратами з доведеним ефектом для лікування підтвердженого ендометріозу є:
- препарати прогестерону
- монофазні комбіновані оральні контрацептиви
- даназол
- гестрінон (неместран)
- агоністи гонадотропін рилізинг гормону (ГнРГ) (наприклад, мікрокапсульований і звичайний трипторелін).

Немає доказів більшої ефективності якогось із цих препаратів. Вибір роблять на основі спектру побічних ефектів, персональної переносимості та вартості лікувальних засобів. Є свідчення ефективності цих препаратів як підготовки до операції

, а також докази того, що їх застосування в післяопераційному періоді має значно довший протибольовий ефект

.

### Хірургічне лікування
Хірургічне лікування має за мету повне видалення вогнищ (вузлів) ендометріозу будь-яким з хірургічних методів. Наразі застосовуються: резекція, електрокоагуляція, лазерна вапоризація. Всі вони доведено ефективні
, але достовірної переваги якогось з методів над іншими виявлено не було. Багато хірургів вважають, що резекція дозволяє більш якісно видалити всі вузли, особливо великих розмірів, які можуть не повністю зникнути після лазерної вапоризації або електрокоагуляції. Резекція також дозволяє одночасно взяти матеріал для біопсії.
Ендометріоїдні кісти яєчника найкраще піддаються вирізанню з повним видаленням. Симптоматичне полегшення після цієї операції доведено перевершує ефект методів дренування і абляції
, а також дозволяє своєчасно взяти матеріал для гістологічного дослідження, щоб виключити рідкісні пухлини яєчника.
Операції при тяжких стадіях ендометріозу із залученням товстої кишки, сечового міхура і Дугласового простору повинні проводитися у великих центрах, які спеціалізуються на гінекологічній лапароскопії, за можливості під наглядом уролога і колоректального хірурга. Операція в цих випадках може включати резекцію кишки, сечового міхура і реімплантацію сечоводів. Видалення матки і придатків наразі застосовується все рідше, більшість методик зосереджено на видаленні тільки вогнищ ендометріозу і відновленні нормальної анатомії тазової області.